# Пантелеево (станция)
Пантеле́ево — железнодорожная станция Ярославского региона Северной железной дороги, находящаяся в поселке Пантелеево Даниловского района Ярославской области. По основному характеру работы является промежуточной, по объёму работы отнесена к 4 классу. Входит в Ярославский центр организации работы железнодорожных станций ДЦС-1 Северной дирекции управления движением.
Поезда дальнего следования на станции не останавливаются. В сутки через станцию проходит около 15 пар поездов в дальнем следовании.
Время движения от Ярославля-Главного — около 1 часа 22 минут, от станции Данилов — около 12 минут.

## История
Станция открыта в 1901 году.
В годы Великой Отечественной войны был разбомблен подходивший к станции пассажирский поезд, о чём напоминают две братские могилы.
В 1962 году, в ходе электрификации участка Ярославль-Главный — Данилов, станция была электрифицирована на постоянном токе 3кВ.

## Пригородное сообщение по станции
| № поезда   | Маршрут движения            | № поезда  | Маршрут движения            |
| ---------- | --------------------------- | --------- | --------------------------- |
| 6225/6226  | Данилов — Телищево          | 6227/6228 | Телищево — Данилов          |
| 6215       | Данилов — Ярославль-Главный | 6214      | Ярославль-Главный — Данилов |
| 6219 летн. | Данилов — Ярославль-Главный |           |                             |